# Fraternelle
Dans la franc-maçonnerie française, une fraternelle est une association indépendante des obédiences maçonniques qui regroupe des francs-maçons de même profession ou de mêmes affinités, sans tenir aucun compte des éventuels conflits qui peuvent opposer les obédiences dont ils sont membres,.

## Historique
Née dans la situation particulière de la France du début du XXe siècle, où deux obédiences principales coexistaient alors que dans la plupart des autres pays n'existait qu'une seule obédience importante, certaines d'entre elles se sont depuis un peu internationalisées. Toutefois, le concept même de « fraternelle » reste aujourd'hui encore une spécialité assez typiquement française et un sujet d'étonnement pour la quasi-totalité des francs-maçons du monde.[Interprétation personnelle ?]
Elles sont le plus souvent très discrètes, même dans les milieux maçonniques, pour deux raisons principales :
- certaines d'entre elles ont été mentionnées dans des affaires judiciaires de trafic d'influence[1] ;
- la plupart d'entre elles ne tiennent aucun compte des éventuelles interdictions ou conflits qui opposent parfois les obédiences et ne sont pas approuvées par elles[2],[3].

## Genre de fraternelles
Les « fraternelles » ont pu regrouper, selon les époques, des membres d'une même profession (par exemple celle des avocats et des magistrats francs-maçons de Paris, de l'enseignement ou celle des parlementaires), d'une même branche (par ex. le bâtiment, les artistes, les médecins), d'un même loisir (celle des chasseurs), d'un même secteur géographique (par ex. le 20e arrondissement de Paris), d'une même orientation éthique (par ex. celle des naturistes ou celle des crématistes ou, plus généralement, d'un même centre d'intérêt (par ex. celle des internautes francophones).[réf. nécessaire]

### Sources
- Sophie Coignard et M.-T. Guichard, « Les fraternelles conduisent à l'affairisme et au scandale », Historia, no 48,‎ juillet 1997
- G. Garibal, Être franc-maçon aujourd'hui, Alleur, Marabout, 1994 (ISBN 978-2-501-02029-9)